# Masaaki Furukawa
Masaaki Furukawa (født 28. august 1968) er en tidligere japansk fodboldspiller.
Han har spillet for flere forskellige klubber i sin karriere, herunder Kashima Antlers og Avispa Fukuoka.